# Lake Piru
Lake Piru is een kunstmatig stuwmeer in Ventura County, Californië. Het stuwmeer is ontstaan bij de aanleg van de Santa Felicia Dam in 1955.

## Incidenten
Het meer is in het nieuws geweest door ongelukken van enkele bekende personen. In 1999 stortte de helikopter van acteur Harrison Ford neer bij het meer en in 2020 verdronk de actrice Naya Rivera in het meer.
De verdrinkingsdood van Rivera stond niet op zichzelf: door sterke stromingen, puin in het water, slecht zicht en sterke windvlagen zijn meerdere mensen in het meer verdronken. Sinds Rivera's dood is het verboden om in het meer te zwemmen.
- Library of Congress Control Number: sh89005864
- Nationale Bibliotheek van Israël: 987007534559005171
- Virtual International Authority File: 315530305